# Aradeo
Aradeo är en ort och kommun i provinsen Lecce i regionen Apulien i Italien. Kommunen hade 9 381 invånare (2017).